# Wiley Miller
Pour les articles homonymes, voir Miller.
Wiley Miller (né le 15 avril 1951 à Burbank) est un auteur de bande dessinée américain, connu pour son comic strip Non Sequitur, diffusé depuis 1991.

## Prix et récompenses
- 1993 : Prix de la National Cartoonists Society du comic strip pour Non Sequitur
- 1996 : Prix de la NCS du dessin d'humour pour Non Sequitur
- 1997 : Prix de la NCS du dessin d'humour pour Non Sequitur
- 1999 : Prix de la NCS du dessin d'humour pour Non Sequitur
- 2014 : Prix Reuben pour Non Sequitur